# 敬
敬（けい）とは、儒学における、つつしみあざむかない心のこと。

## 概要
中国では敬を主一、一は無適とし、「心を集中専一の状態に保ち続けること」と定義した（詳細は居敬を参照）。朱熹は敬を「聖学の始めを成し、終わりを成す所以のもの」といった。
江戸時代初期の儒学者で朱子学を奉じた林羅山（林道春）はその著『春鑑抄』において、国をよく治めるためには「序」（秩序・序列）を保つため、「うやまう」というよりも「つつしむ」という意味の「敬」が大切であり、さらに、その具体的な現れである「礼」（礼儀・法度）が重要視されるべきことを説いた。
羅山は、上下定分の理を唱えるとともに、心のなかに「敬」を持ち続けること、すなわち「持敬」の姿勢の肝要なることを強調した。これが「存心持敬」であるが、この思想には、歴史的にみて、武士階級に自らを社会の指導者として厳しく律すべしという階級的自覚をうながした側面があったことが指摘されている。